# Сольяно-Кавоур
Сольяно-Кавур (итал. Sogliano Cavour) — коммуна в Италии, располагается в регионе Апулия, в провинции Лечче.
Население составляет 4889 человек (2008 г.), плотность населения составляет 818 чел./км². Занимает площадь 5 км². Почтовый индекс — 73010. Телефонный код — 0836.
Покровителем коммуны почитается святой Лаврентий, празднование 10 августа.

## Демография
Динамика населения: